# Niemcy muszą zginąć!

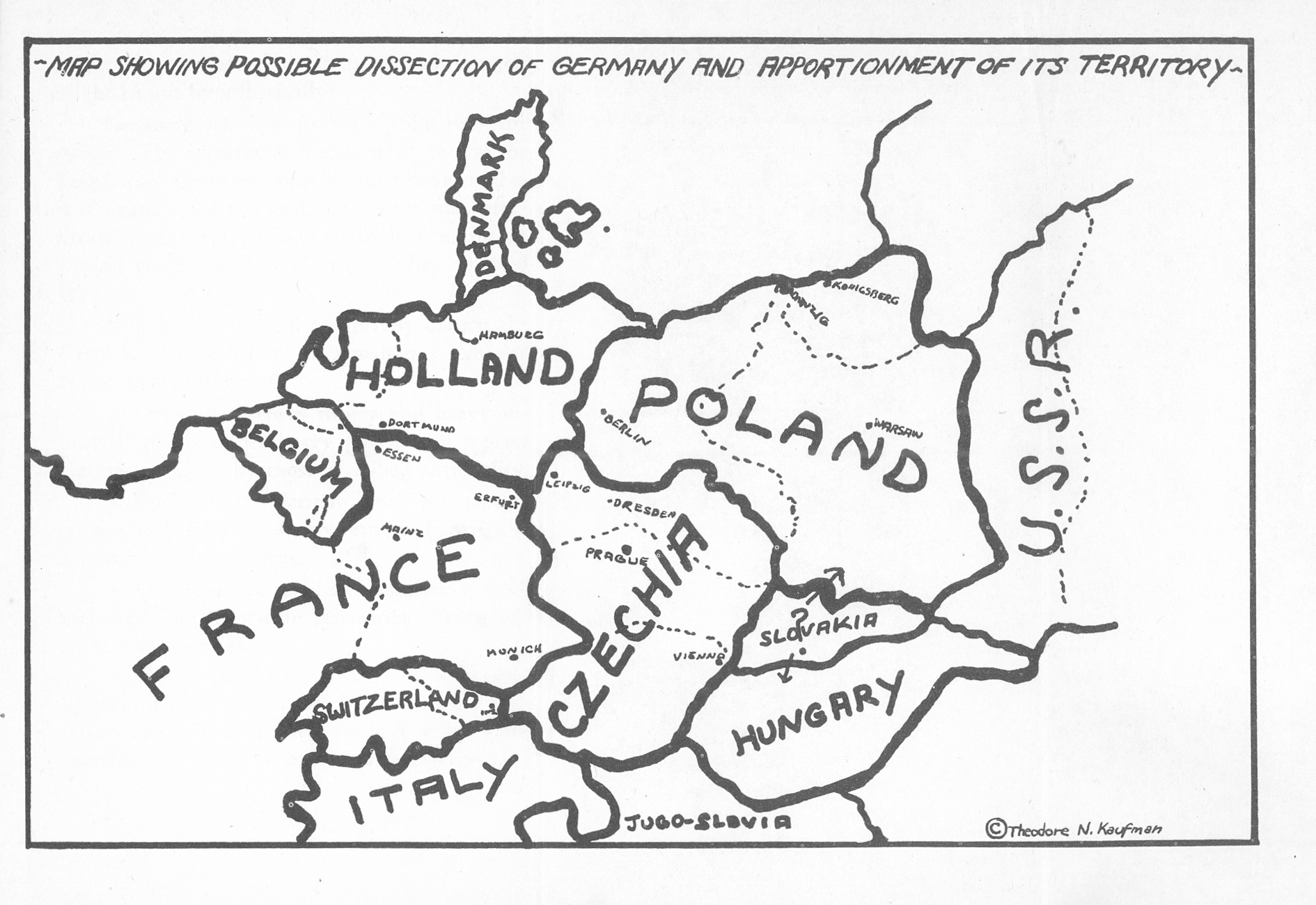
Propozycja Theodore'a Newmana Kaufmana na przebieg granic w Europie

Niemcy muszą zginąć! (ang. Germany Must Perish!) – książka z 1941 autorstwa Theodore'a Newmana Kaufmana, amerykańskiego biznesmena i pisarza o żydowskim pochodzeniu. W książce tej Kaufman optuje za sterylizacją każdego Niemca oraz wymazaniem Niemiec z mapy Europy w przypadku wybuchu wojny amerykańsko-niemieckiej. Według obliczeń autora, sterylizacja męskiej populacji Niemców dokonywana przez około 25 tysięcy chirurgów, zajęłaby cztery miesiące, zaś kobiet około trzech lat.
Napotykając duże trudności ze znalezieniem wydawcy dla swojej książki, Kaufman ostatecznie sam pokrył koszty druku. Niemcy muszą zginąć! było sygnowane przez wydawnictwo Argyle Press i ze względu na nieprzychylność księgarń rozprowadzane przede wszystkim poprzez pocztę. 
Nieliczne recenzje książki były w USA bardzo nieprzychylne, jednak propaganda nazistowska wykorzystała Kaufmana i jego książkę do szerzenia obrazu Żydów spiskujących przeciwko Niemcom. Po przeczytaniu oryginału minister propagandy Joseph Goebbels zanotował 3 sierpnia 1941 w swoim pamiętniku: 

[Kaufman] Nie mógł tego zrobić lepiej i korzystniej dla nas nawet gdyby pisał na zamówienie. Każę tę książkę rozprowadzić w milionach w Niemczech i na frontach, a przedmowę i posłowie napiszę sam.

 Ostatecznie we wrześniu 1941 wydano fragmenty książki Kaufmana w formie pamfletu autorstwa Wolfganga Diewergego.